# Sacred Spirit
Sacred Spirit (en español: "espíritu sagrado") es un proyecto musical alemán creado en 1993 por Claus Zundel, Ralf Hamm, Pecy y Markus Staab, y enmarcado dentro de las corrientes electrónica, New Age, world, y música ambiental. Se estima que los álbumes del proyecto han vendido alrededor de 15 millones de copias en todo el mundo.
Por cada álbum vendido se hace una donación a la Native American Rights Fund, una organización sin ánimo de lucro que trabaja por restaurar y preservar los derechos de los Nativos americanos.

## Historia
En 1994 lanzaron su primer álbum, "Cantos y danzas de los nativos americanos", el cual estuvo nominado en los Premios Grammy de ese mismo año en la categoría de "mejor álbum de música New age.
Para simular ser indígena americano y, de paso, mantener un halo de misterio acerca de la autoría de los temas, Zundel adoptó el seudónimo de 'The Fearsome Brave' (El valiente aterrador), y, en muchos de sus otros proyectos apareció acreditado como "The Brave" (el valiente).

Los temas hablan acerca de las historias, leyendas y problemas de los nativos americanos, combinando samples de cantos navajos,pueblo y sami con bases electrónicas de sintetizador, mezclando todo esto con una combinación de percusión tradicional y ritmos bailables electrónicos. El primer single del disco,"Yeha-Noha" (deseos de paz y prosperidad)" contribuyó en gran medida, a lanzar al grupo al estrellato, alcanzando el número 1 en diversos países.
 El álbum es uno de los proyectos de música enigmática más exitosos de la historia, habiendo vendido más de siete millones de discos en todo el mundo.

Tras el éxito del primer disco, fue lanzado un segundo álbum totalmente diferente al primero, esta vez centrado en la música blues estadounidense, pasando el proyecto a llamarse "Indigo spirit", en consonancia con el tema del disco.

Para su tercer álbum, lanzado en el año 2000 a través de la discográfica Virgin Records, se recuperó el tema inicial tratado en el primer disco, los cantos indígenas americanos, y el nombre del proyecto fue ligeramente modificado, pasando a ser conocido como "Indians'Sacred Spirit" para informar a los oyentes de mismo que era distinto al segundo álbum. Bajo el subtítulo "Más cantos y danzas de los nativos americanos", el disco siguió la estela del primero aunque con un tono más instrumental. Aunque todos los temas tenían algún sample de canto o discurso, cada uno de ellos fue compuesto uniendo pequeños fragmentos, a diferencia del primer disco, en el cual se usaba un sample largo por cada canción.

## Polémica
El tema ""The Counterclockwise Circle Dance", perteneciente al primer álbum del proyecto, fue presentado como un canto nativo americano en la promoción y en el propio disco, pero la muestra sampleada del tema es realmente un canto yoik del pueblo sami, indígenas europeos, ("Normo Jovnna" de Terje Tretnes), que fue grabado en una entrevista en televisión como un ejemplo de canto yoik. La grabación fue vendida por el canal a pesar de negarlo repetidamente, y acabó en los estudios de Virgin Records. La organización indígena Sámi kopiija reclamó royalties a la discográfica por la grabación, pero no lograron sus demandas.

## Discografía

### álbumes de estudio
| Título                                                                | Detalles                                                          | Posición en listas | Posición en listas | Posición en listas | Posición en listas | Posición en listas | Posición en listas | Posición en listas | Posición en listas | Posición en listas | Posición en listas | Certificaciones |
| Título                                                                | Detalles                                                          | GER                | AUS                | BEL (FL)           | BEL (WA)           | FRA                | NED                | NOR                | SWE                | SWI                | UK                 | Certificaciones |
| --------------------------------------------------------------------- | ----------------------------------------------------------------- | ------------------ | ------------------ | ------------------ | ------------------ | ------------------ | ------------------ | ------------------ | ------------------ | ------------------ | ------------------ | --- |
| Cantos y danzas de los nativos americanos                             | - Lanzamiento: 1994 - Sello: Virgin - Formato: CD, cassette       | 9                  | 25                 | 6                  | 1                  | —                  | 26                 | 28                 | 9                  | 8                  | 9                  | - BVMI: Gold - BEA: Platinum - BPI: Platinum - GLF: Gold - IFPI: Platinum - PROMUSICAE: Platinum - SNEP: 2× Platinum |
| Sacred Spirit Volumen 2: Culture Clash                                | - Lanzamiento: 1997 - Sello: Virgin - Formato: CD, cassette       | 59                 | 66                 | —                  | 42                 | —                  | 59                 | —                  | 53                 | —                  | 24                 | - BPI: Silver |
| Music for Fading Cultures (Pieces of Time)                            | - Lanzamiento: 1998 (Solo en Japón) - Sello: Virgin - Formato: CD | —                  | —                  | —                  | —                  | —                  | —                  | —                  | —                  | —                  | —                  | |
| Indians' Sacred Spirit: Más cantos y danzas de los nativos americanos | - Lanzamiento: 2000 - Sello: Virgin - Formato: CD, cassette       | 95                 | —                  | —                  | —                  | 37                 | 88                 | —                  | —                  | —                  | —                  | |
| Volumen 8: Jazzy Chill Out (featuring Eric-Jan Harmsen)               | - Lanazmiento: 2003 - Formato: CD - Sello: Higher Octave Music    | —                  | —                  | —                  | —                  | —                  | —                  | —                  | —                  | —                  | —                  | |
| Volumen 9: Bluesy Chill Out (featuring Dave "BK" Jeffs)               | - Released: 2003 - Formato: CD - Sello: Higher Octave Music       | —                  | —                  | —                  | —                  | —                  | —                  | —                  | —                  | —                  | —                  | |